# Gulszat Fazlitdinowa
Gulszat Irszatowna Fazlitdinowa (ros. Гульшат Иршатовна Фазлитдинова; ur. 28 sierpnia 1992) – rosyjska lekkoatletka specjalizująca się w biegach długich.
Podczas olimpijskiego festiwalu młodzieży Europy w Tampere (2009) zajęła czwartą lokatę w biegu na 1500 metrów oraz zdobyła srebro w biegu na 3000 metrów. W 2010 zajmowała odległe miejsca w biegach na 3000 i 5000 metrów w czasie mistrzostw świata juniorów w Moncton. Srebrna medalistka mistrzostw Europy juniorów w Tallinnie (2011) w biegu na 3000 metrów z przeszkodami. W 2013 została młodzieżową mistrzynią Europy w biegu na 10 000 metrów.
Uczestniczka mistrzostw świata w biegach przełajowych (Bydgoszcz 2010).
Sześciokrotnie (Dublin 2009, Albufieria 2010, Velenje 2011, Budapeszt 2012, Belgrad 2013, Samokow 2014) startowała w mistrzostwach Europy w biegach na przełaj zdobywając trzy złota, trzy srebrne i jeden brązowy medal.
Złota medalistka mistrzostw Rosji.
Rekordy życiowe: bieg na 5000 metrów – 15:18,88 (28 maja 2015, Soczi); bieg na 10 000 metrów – 32:01,83 (11 czerwca 2013, Moskwa); bieg na 3000 metrów z przeszkodami – 9:56,98 (23 lipca 2011, Tallinn). Wynik z Moskwy jest rekordem Europy młodzieżowców.